# Macroanel Rodoviário Paulista
O Macroanel Rodoviário Paulista é um complexo Rodoviário estadual projetado que objetiva retirar da Região Metropolitana de São Paulo todo um gigantesco fluxo diário de carros, caminhões e ônibus que não tem nenhuma cidade desta região com destino, mas, atualmente, precisam atravessar esta região e suas rodovias para chegar a seus destinos, assim piorando profundamente o já pesado trânsito natural da região.
O Macroanel objetiva ligar diretamente as regiões paulistas de elevado interesse da Região Metropolitana da Baixada Santista (e o Porto de Santos), o Interior de São Paulo (nas cidades de Sorocaba e Campinas) e o Vale do Paraíba. Atualmente, todo o trânsito de veículos vindos do Interior de São Paulo, do Vale do Paraíba e também oriundo dos estados de Minas Gerais, Rio de Janeiro, assim como dos estados da Região Centro-Oeste do Brasil, que tem como destino a Baixada Santista e o Porto de Santos, precisa, necessariamente, atravessar a Grande São Paulo, o que piora ainda mais o já problemático trânsito local.

## Projeto
A cidade de São Paulo é o maior entrocamento rodoviário do Brasil, com várias das principais e mais movimentadas rodovias do país saindo dessa cidade ou atravessando-a. Isto levou durante o Século XX a uma saturação de veículos que atravessavam a Capital e as cidades ao redor. Para melhorar o problema, foi projetado e construído o Rodoanel Mário Covas para que os veículos que precisassem atravessar de uma Rodovia a outra não precisassem mais trafegar por dentro das cidades. O Rodoanel melhorou a situação, mas não resolveu o problema totalmente, passando a ter vários pontos de tráfego lento e congestionamento. Logo se percebeu que muitos destes veículos que congestionam o Rodoanel nem sequer precisariam atravessá-lo, se houvesse uma ligação direta da Baixada Santista com o Interior.
Na realidade metade do Macroanel já existia e estava completamente pronto muito antes deste projeto surgir e ser aventado. As ligações diretas entre São José dos Campos e Campinas já são feitas pela SP-65 Rodovia Dom Pedro I, enquanto a ligação entre Sorocaba e Campinas são feitas pela SP-75, um complexo anteriormente conhecido como Rodovia Santos Dumont.
Porém, não existe ligação direta entre Santos e Sorocaba, nem entre Santos e São José dos Campos, forçando todos os motoristas que querem circular entre estas regiões a ter que atravessar as saturadas e congestionadas rodovias da Grande São Paulo.
Assim, o Governo Estadual instituiu oficialmente em 15 de junho de 2018 o Decreto Estadual 63.489/2018, com o objetivo de ‘’instituir Grupo de Trabalho com o objetivo de realizar estudos alusivos ao projeto Macroanel Rodoviário Paulita, a fim de apresentar as alternativas de traçado com os respectivos riscos e os planos de ação para sua implantação pelo Governo do Estado de São Paulo’’.
Basicamente, para a realização do Macroanel Paulista, é preciso que se construa Rodovias no mesmo padrão da SP-65 e SP-75, interligando Sorocaba a Santos, e Santos a São José dos Campos, com estas diretamente ligadas a estas duas já preexistentes.

## O Tramo Norte do Macroanel

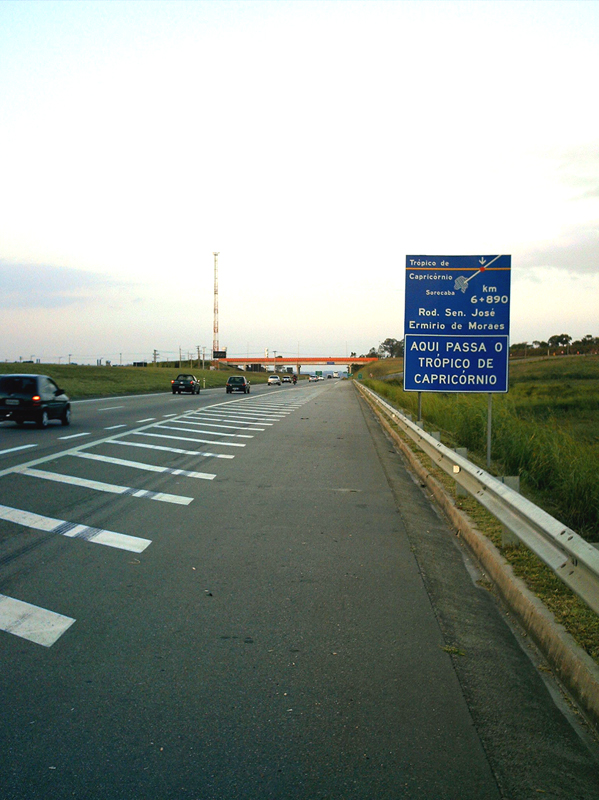
Trecho da rodovia Senador José Ermírio de Moraes (SP-75), próximo à cidade de Sorocaba.

Ele já está completamente pronto e em pleno funcionamento, sendo composto pelo Tramo Nordeste e o Tramo Noroeste.

### O Tramo Nordeste do Macroanel
O Tramo Nordeste do Macroanel é composto pela SP-65 Rodovia Dom Pedro I. Inaugurada em 25 de novembro de 1972 (ano do sesquicentenário da Independência do Brasil) ela faz a ligação do Vale do Paraíba e a Região Metropolitana de Campinas, partindo da Rodovia Henrique Eroles, em Jacareí, cruzando com as rodovias Carvalho Pinto e com a Rodovia Presidente Dutra ainda na altura de Jacareí, com a Rodovia Fernão Dias nas imediações de Atibaia, com a Rodovia Ademar Pereira de Barros em Campinas, que oferece acesso ao sul de Minas Gerais e Rodovia Professor Zeferino Vaz, também em Campinas. A rodovia termina no acesso ao km 104 da Rodovia Anhanguera. Seu traçado foi estudado para fazer a ligação mais curta entre as rodovias Anhanguera e Dutra sem passar por nenhum município da Região Metropolitana de São Paulo.

### O Tramo Noroeste do Macroanel
O Tramo Nordeste do Macroanel é composto pela SP-75, subdividida em várias Rodovias consecutivas, inauguradas entre 1985 e 1989.
O trecho da rodovia que corta a cidade de Campinas até o trevo de acesso ao Aeroporto Internacional de Viracopos recebe a nomenclatura de Rodovia Santos Dumont, sendo esta a principal ligação de Campinas ao aeroporto. O nome da rodovia foi escolhido em homenagem ao grande aviador brasileiro Alberto Santos Dumont que estudou na cidade de Campinas e que é considerado o Pai da aviação. Ao longo deste trecho, localiza-se o Distrito Industrial de Campinas com importantes indústrias de diversos segmentos e empresas de logística.
No trecho entre o trevo de acesso ao Aeroporto Internacional de Viracopos, no município de Campinas e a Rodovia SP-79, no município de Salto, recebe o nome de Rodovia Engenheiro Ermênio de Oliveira Penteado.
Entre os trevos de acesso às rodovias SP-79 e a do Açúcar, ambas no município de Salto, a rodovia é denominada Rodovia Prefeito Hélio Steffen, também conhecida como Contorno de Salto, já que, antes de ser incorporada a rodovia SP-75, na ocasião de sua duplicação, ela servia de ligação entre a SP-79 e a Rodovia do Açúcar, contornando o perímetro urbano de Salto.
Entre o acesso à Rodovia do Açúcar e o acesso da Rodovia Castelo Branco, já na cidade de Itu, recebe o nome de Rodovia Deputado Archimedes Lammoglia.
No trecho entre os municípios de Sorocaba e Itu, seu trecho inicial, sua denominação é Rodovia Senador José Ermírio de Moraes. Este trecho também é apelidado de "Castelinho", por sua semelhança com a Rodovia Castello Branco.
A SP-75, por fim, termina no acesso com a Avenida Dom Aguirre, às margens do rio Sorocaba na cidade homônima.

## O projeto do Tramo Sul do Macroanel
O Tramo Sul será formado por duas Rodovias, uma fazendo o Tramo Sudeste e outra o Tramo Sudoeste, ambas, preferencialmente, com três pistas de rolamento em cada sentido, além do acostamento contínuo.

### O Tramo Sudoeste: Rodovia Santos - Sorocaba

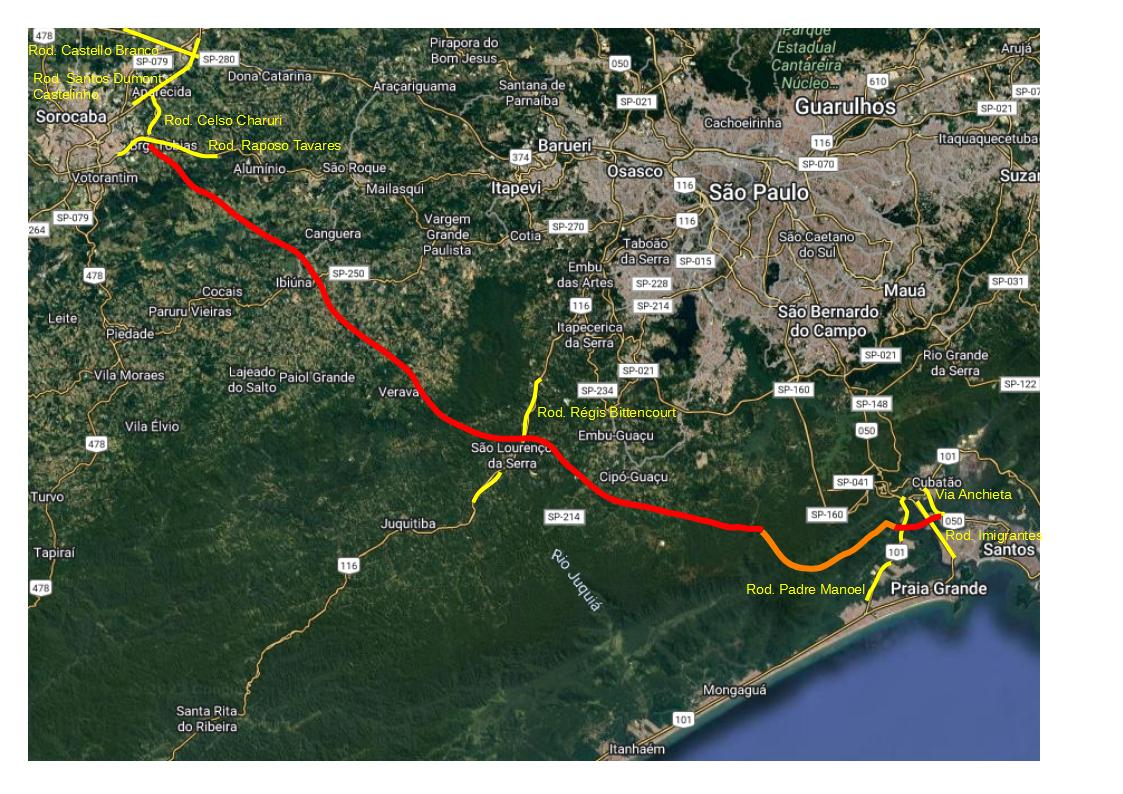
projeto rodoviário

Esta Rodovia deve receber a identificação ‘’’SP-85’’’. Ele se iniciará em Sorocaba. A partir da Rodovia Deputado Archimedes Lammoglia, sai a SPA-91/270 Rodovia Dr. Celso Charuri, que acaba na Rodovia Raposo Tavares. Uma possibilidade é que a SP-85 comece como um prolongamento da Celso Charuri após o anel viário com a Raposo Tavares, descendo então sentido Noroeste a Sudeste, desviando da Grande São Paulo e indo diretamente na direção de Santos.
Cruzará a SP-250 próximo a Ibiúna, depois cruzará a BR-116 Rodovia Régis Bittencourt próximo a São Lourenço da Serra, prosseguindo no sentido noroeste- sudeste até a região do Jardim Emburá no distrito de Marsilac, na Capital Paulista. Caso o projeto da SP-40 Rodovia Itanhaém - Capital venha a ser realizado conforme o projeto, ambas se cruzarão em algum ponto nesta região, pouco antes das respectivas descidas de serra rumo ao litoral.
A partir deste trecho, começará a descida da Serra do Mar até a Baixada Santista. Na Verdade, todo trecho a partir do Jardim Emburá já se trata de Zona de Proteção Ambiental (a Área de Proteção Ambiental Municipal do Capivari-Monos), com grandes restrições de construção. Desse modo, o ideal será que, na maior parte possível deste trecho, a Rodovia seja subterrânea, por meio de túneis (especialmente, na descida da serra). Como é difícil se fazer um túnel grande o suficiente para ter oito faixas (três de rolamento em cada sentido mais uma de acostamento para cada lado), o ideal é que este trecho seja composto por dois túneis paralelos e independentes, cada um com três pistas de rolamento e um acostamento. A rodovia, provavelmente, descerá a Serra pela Serra da FEPASA, no lado sudeste do Vale do Rio Cubatão (justamente o braço de serra por onde passa a Linha Mairinque-Santos (Sorocabana)).
A descida da serra terminará em São Vicente, na Zona Continental, próximo à Pedreira Maria Teresa, cruzando a SP-55 Rodovia Padre Manuel da Nóbrega por volta do km 276. No trecho final, a Rodovia atravessará os mangues que circundam o Rio Santana (provavelmente, por viadutos), terminando como um prosseguimento da SP-59 Interligação Anchieta-Imigrantes na Baixada, já na região da Ilha Caraguatá em Cubatão, local onde se encontrará com a SP-160 Rodovia dos Imigrantes.

### O Tramo Sudeste: Rodovia Santos – São José dos Campos

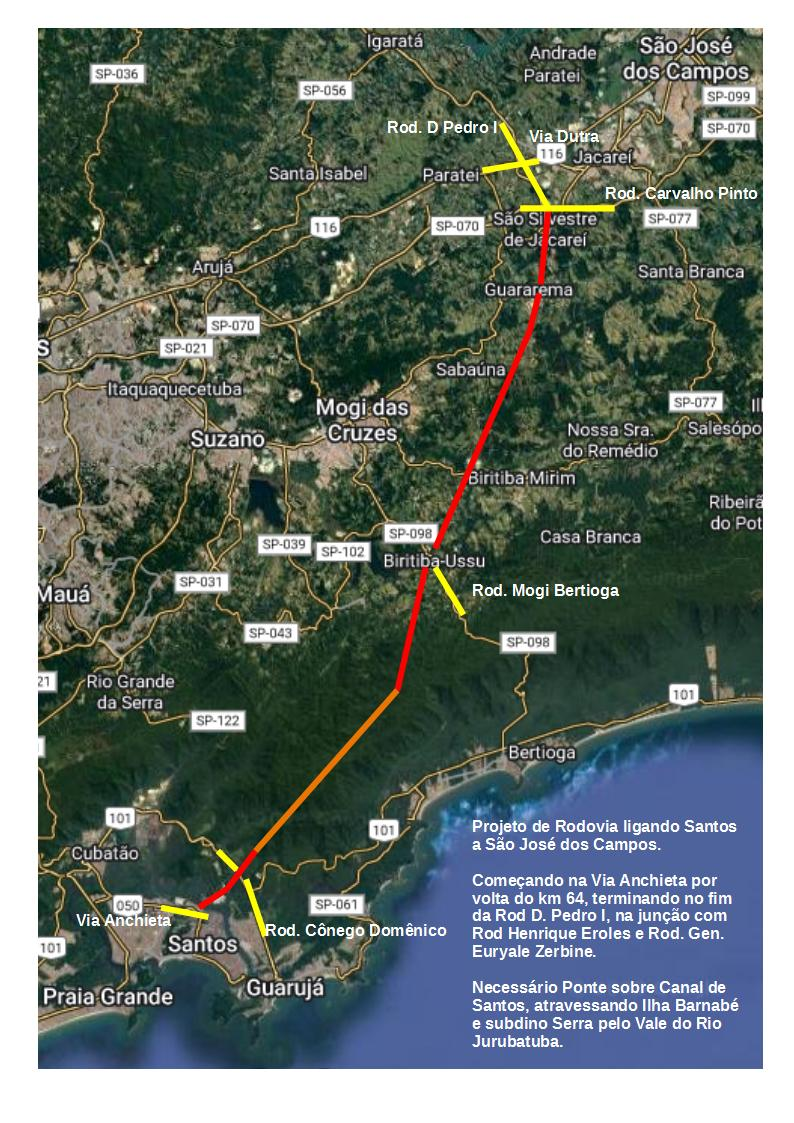
Projeto rodoviário

Esta Rodovia deve receber a identificação ‘’’SP-45’’’. Ela se iniciaria em Santos, no bairro do Alemoa, partindo a partir da Rodovia Anchieta, por volta do km 64, e então seguindo sentido sudoeste-nordeste por meio de um viaduto que passará por cima do Porto de Santos, do Canal de Santos e terminando na Ilha do Barnabé.
Por sinal, se pretende aproveitar o antigo projeto do Viaduto ligando Santos à cidade do Guarujá. Para este Viaduto, o projeto prevê uma extensão de 7,5 km, com uma ponte pênsil sobre o Canal com extensão de 1,1 km, com vão principal para passagens de navios de 750 metros e 85 metros de altura para o nível da água.
A partir da Ilha do Barnabé, a Rodovia deverá seguir no sentido sudoeste-nordeste em direção à serra, paralelo ao Rio Diana, tendo que atravessar um longo trecho recortado por mangues. Neste trecho, a SP-45 cruzará com a SP-55 Rodovia Cônego Domenico Rangoni. A partir daí começará a subida da serra pela margem sudeste do Rio Jurubatuba, a qual só deverá terminar próximo à cachoeira do Rio Itatinga. Sendo uma região de preservação ambiental, o ideal é que o trecho de subida seja feito por meio de túneis. Como é difícil se fazer um túnel grande o suficiente para ter oito faixas (três de rolamento em cada sentido mais uma de acostamento para cada lado), o ideal é que este trecho seja composto por dois túneis paralelos e independentes, cada um com três pistas de rolamento e um acostamento.
Já no trecho de planalto, a SP-45 deverá seguir rumo à região de Biritiba-ussu onde deve cruzar com a SP-98, a Mogi-Bertioga. Depois seguirá para nordeste, cruzando com a SP-88 Rodovia Professor Alfredo Rolim de Moura por volta do km 68. Ela deve seguir no sentido sudoeste-nordeste, contornando Guararema. A Rodovia terminará em Jacareí. No Bairro São Silvestre, como um prolongamento da Rodovia Dom Pedro I, no trecho em que, atualmente, esta rodovia termina no cruzamento com as Rodovias Henrique Eroles e General Euryale de Jesus Zerbine, assim fechando a ligação direta com o Tramo Norte do Macroanel.